# Hiroki Yamada (football)
Hiroki Yamada (山田 大記, Yamada Hiroki) est un footballeur japonais né le 27 décembre 1988. Il évolue au poste de milieu de terrain.

## Palmarès
- Vainqueur de la Coupe Suruga Bank en 2011 avec le Júbilo Iwata